# سلسلة سباقات الاتحاد الدولي للدراجات للمحترفين 2020
سلسلة سباقات الاتحاد الدولي للدراجات للمحترفين 2020 (بالإنجليزية: 2020 UCI ProSeries) هو الموسم الأول من يو سي آي برو سيريس التي يقيمها الاتحاد الدولي للدراجات.

## السباقات
| سلسلة سباقات الاتحاد الدولي للدراجات للمحترفين | سلسلة سباقات الاتحاد الدولي للدراجات للمحترفين | سلسلة سباقات الاتحاد الدولي للدراجات للمحترفين | سلسلة سباقات الاتحاد الدولي للدراجات للمحترفين | سلسلة سباقات الاتحاد الدولي للدراجات للمحترفين | سلسلة سباقات الاتحاد الدولي للدراجات للمحترفين | سلسلة سباقات الاتحاد الدولي للدراجات للمحترفين | سلسلة سباقات الاتحاد الدولي للدراجات للمحترفين |
| التاريخ                                        | #                                              | السباق                                         | الفائز                                         | الثاني                                         | الثالث                                         |                                                |                                                |
| ---------------------------------------------- | ---------------------------------------------- | ---------------------------------------------- | ---------------------------------------------- | ---------------------------------------------- | ---------------------------------------------- | ---------------------------------------------- | ---------------------------------------------- |
| 26 يناير – 02 فبراير 2020                      | 1                                              | فولتا سان خوان                                 | رمكو أفينبول                                   | فيليبو غانا                                    | أوسكار سبييا ريبيرا                            |                                                |                                                |
| 05 – 09 فبراير 2020                            | 2                                              | فولتا فالنسيا                                  | تادي بوجار                                     | جاك هايغ                                       | تاو غايغن هارت                                 |                                                |                                                |
| 07 – 14 فبراير 2020                            | 3                                              | طواف لانكاوي                                   | Danilo Celano ‏                                 | Yevgeniy Fedorov ‏                              | أرتيوم أوفتشكين                                |                                                |                                                |
| 13 – 16 فبراير 2020                            | 5                                              | طواف بروفانس                                   | نيرو كوينتانا                                  | ألكساندر فلاسوف                                | أليكسي لوتزينكو                                |                                                |                                                |
| 16 فبراير                                      | 7                                              | تروفيو لايقويليا                               | جوليو سيكوني                                   | بينيام جيرماي                                  | دييغو روزا                                     |                                                |                                                |
| 16 فبراير                                      | 6                                              | طواف ألميريا                                   | باسكال أكرمان                                  | ألكسندر كريستوف                                | إيليا فيفياني                                  |                                                |                                                |
| 19 – 23 فبراير 2020                            | 8                                              | فولتا الغارف                                   | رمكو أفينبول                                   | ماكسيميليان شاخمان                             | ميغل أنغل لوبز                                 |                                                |                                                |
| 19 – 23 فبراير 2020                            | 9                                              | طواف أندلوسيا                                  | جاكوب فوجلسانج                                 | جاك هايغ                                       | مايكل اندا                                     |                                                |                                                |
| 29 فبراير                                      | 10                                             | كلاسيك سود أرديتشي                             | ريمي كافانيا                                   | تانيل كانجيرت                                  | ويليام مارتن                                   |                                                |                                                |
| 1 مارس                                         | 11                                             | لادروم كلاسيك                                  | سيمون كلارك                                    | وارن بارجويل                                   | فينتشينزو نيبالي                               |                                                |                                                |
| 1 مارس                                         | 12                                             | كرونا بروكسل                                   | كاسبر أصغرين                                   | جياكومو نيزولو                                 | ألكسندر كريستوف                                |                                                |                                                |
| 28 يوليو – 01 أغسطس 2020                       | 14                                             | طواف برغش                                      | رمكو أفينبول                                   | مايكل اندا                                     | João Almeida                                   |                                                |                                                |
| 3 أغسطس                                        | 15                                             | 2020 Gran Trittico Lombardo ‏                   | جوركا إيزاجير                                  | اليكس ارانبورو                                 | جريج فان أفرمت                                 |                                                |                                                |
| 5 أغسطس                                        | 16                                             | ميلانو-تورينو                                  | ارنو ديمار                                     | كاليب إيوان                                    | فاوت فان آرت                                   |                                                |                                                |
| 12 أغسطس                                       | 17                                             | غران بيمونتي                                   | جورج بينيت                                     | دييغو يليسي                                    | ماثيو فان دير بيل                              |                                                |                                                |
| 15 أغسطس                                       | 18                                             | دوارس دور هيت هاجلاند                          | Jonas Rickaert ‏                                | Nils Eekhoff ‏                                  | جياني فرميش                                    |                                                |                                                |
| 16 – 19 أغسطس 2020                             | 19                                             | طواف الوني                                     | ارنو ديمار                                     | جريج فان أفرمت                                 | أموري كابيو                                    |                                                |                                                |
| 18 أغسطس                                       | 20                                             | طواف إيميليا                                   | ألكساندر فلاسوف                                | João Almeida                                   | دييغو يليسي                                    |                                                |                                                |
| 30 أغسطس                                       | 21                                             | دراجات بروكسل الكلاسيكية                       | تيم ميرلير                                     | دافيد باليريني                                 | ناصر بوهاني                                    |                                                |                                                |
| 15 – 19 سبتمبر 2020                            | 4                                              | طواف لوكسمبورغ                                 | دييغو يليسي                                    | ماركوس هويلجارد                                | ايمي دي جندت                                   |                                                |                                                |
| 17 سبتمبر                                      | 13                                             | كوبا ساباتيني                                  | ديون سميث                                      | أندريا باسكولون                                | Aleksandr Riabushenko ‏                         |                                                |                                                |
| 7 أكتوبر                                       | 22                                             | برابانتس بييل                                  | جوليان ألافيليب                                | ماثيو فان دير بيل                              | بينوا كوسنيفروي                                |                                                |                                                |
| 11 أكتوبر                                      | 23                                             | باريس تورز                                     | كاسبر بيدرسين                                  | بينوا كوسنيفروي                                | Joris Nieuwenhuis ‏                             |                                                |                                                |
| 14 أكتوبر                                      | 24                                             | شيلدبرايش                                      | كاليب إيوان                                    | نيكولو بونيفازيو                               | بريان كوكار                                    |                                                |                                                |